# Junnur, Mudhol
Junnur là một làng thuộc tehsil Mudhol, huyện Bagalkot, bang Karnataka, Ấn Độ.